# Arctic Dogs
Arctic Dogs (en español Justicia del ártico: Escuadrón del trueno)  es una película canadiense-estadounidense animada por computadora de comedia coescrita y dirigida por Aaron Woodley y codirigida por Dimos Vrysellas. La película cuenta con las voces de Jeremy Renner, James Franco, Heidi Klum, Alec Baldwin, Omar Sy, Laurie Holden, Anjelica Huston y John Cleese.
La película fue estrenada el 1 de noviembre de 2019 por Entertainment Studios.

## Sinopsis
Swifty es un zorro ártico que trabaja en la oficina de correos Arctic Blast Delivery Service, aunque él siempre ha soñado con convertirse en Top Dog, la gran estrella del lugar. Para demostrar ser digno, Swift roba un trineo y entrega un paquete a un misterioso lugar donde se encuentra con Otto Von Walrus, un malvado genio que planea derretir las capas polares para inundar el mundo y así reinar. Swift tendrá que recurrir a la ayuda de sus mejores amigos para detener los siniestros planes de Von Walrus.

## Reparto
- Jeremy Renner como Swifty un zorro ártico que es el protagonista principal.
- James Franco como Lemmy, un albatros torpe.
- Heidi Klum como Jade, una zorra mecánica y el interés amoroso de Swifty.
  - Klum también da voz a Bertha, una nutria alemán teórica de la conspiración.
- Alec Baldwin como PB, un oso polar introvertido.
- Nina Senicar como Inka, la voz de la computadora de Otto Von Walrus.
- Omar Sy como Leopold un nutrio francés teórico de la conspiración.
- Anjelica Huston como Magda, caribú ruso de mal genio y la jefe de Swifty.
- Laurie Holden como Dakota, una husky siberiana.
- John Cleese como Otto Von Walrus una morsa en una silla con patas mecánicas y en el principal antagonista.
- Michael Madsen como Duke, un husky siberiano empleado por Arctic Blast Delivery Service.
- El director Aaron Woodley da a voz a un ejército de pequeños frailecillos que son los secuaces de Otto Von Walrus.